# Кінофестиваль Тельюрайд
37°56′21″ пн. ш. 107°48′59″ зх. д. / 37.939153° пн. ш. 107.816317° зх. д.
Кінофестиваль «Тельюрайд» (англ. Telluride Film Festival) — кінофестиваль, який проводиться щорічно в Тельюрайд (Колорадо) під час Дня праці (перший понеділок вересня).

## Історія
Започаткували фестиваль у 1974 році Білл та Стелла Пенсом, Том Людді та Джеймс Карт із Eastman-Kodak Film Preserve.
У 2007 році Пенсі вийшов на пенсію. Тепер Джулі Хантінгер та Гері Мейєр ведуть фестиваль разом із Томом Людді. Хантінгер — виконавчий директор.
У 2010 році кінофестиваль «Тельюрайд» співпрацював з UCLA TFT (UCLA School of Theater, Film and Television). Це партнерство створило FilmLab — програму, яка зосереджена на мистецтві та кіноіндустрії. FilmLab створена на замовлення для десяти вибраних випускників кінорежисерів UCLA.  Партнерство було продовжено у 2012 році, два партнери створили програму фільму, що взаємно керується, на кампусі Вествудського університету UCLA.
У 2013 році фестиваль відсвяткував своє 40-річчя, додавши нове місце, театр Вернера Герцога, та додатковий день програмування.

## Програма
Основну частину програми складають нові фільми. Існує неофіційна традиція: нові фільми повинні бути показані вперше в Північній Америці, щоб мати право представлятися на фестивалі. «Тельюрайд» добре розміщений у календарі міжнародного кінофестивалю для цього: після Каннського кінофестивалю, але безпосередньо перед Міжнародним кінофестивалем у Торонто та Нью-Йоркським кінофестивалем. Це наполягання на прем'єрах призвело до того, що «Тельюрайд» асоціювався з відкриттям ряду важливих нових фільмів та режисерів. Особливо це стосується Майкла Мура (чий перший фільм «Роджер і я» вперше показали там у 1989 році) та Роберта Родрігеса (перший фільм якого («Музикант») отримав свій перший фестивальний показ там у 1992 році). На фестивалі також відбулися американські прем'єри таких фільмів, як «My Dinner with Andre» (Луї Маль, 1981), «Stranger Than Paradise» (Джим Джармуш , 1984), «Синій оксамит» (Девід Лінч, 1986), «Громадянська війна» (Кен Бернс, 1990).), «The Crying Game» (Ніл Джордан , 1992), «Малголленд Драйв» (Девід Лінч, 2001), «Горбата гора» (Енг Лі, 2005), «Гра в імітацію» (Мортен Тильдум, 2014), «Саллі» (Клінт Іствуд, 2016), «Місячне сяйво» (Баррі Дженкінс, 2016) та «Леді-Птаха» (Грета Гервіг, 2017).

### Срібний медальйон
Кожен фестиваль також має три данини. Кожен отримує срібний медальйон кінофестивалю «Тельюрайд».
У 1974 році данину вшанували Френсіс Форд Коппола, Глорія Свенсон та Лені Ріфеншталь. Інші прихильники включали Лілліан Гіш, Пенелопу Крус, Даніель Дей-Льюіс, Маріон Котіяр, Катрін Деньов, Жерар Депардьє, Клінт Іствуд, Меріл Стріп та інші.
Починаючи з 1995 року, щорічно вручається спеціальний медальйон, як правило, режисерові, який мав великий вплив на американську чи міжнародну кінокультуру. Минулі одержувачі включають Мілоша Стехліка (засновника Facets Multi-Media), HBO, французького кіножурналу Positif, Теда Тернера та Janus Films.

## Стиль
Станом на 2015 рік програма створена виконавчим директором Джулі Хантінгер та засновником і художнім керівником Томом Людді та одним із запрошених директорів кінофестивалю «Теллурайд», які змінюються щороку. Сюди ввійшли Еррол Морріс, Пітер Богданович, Бертран Таверньє, Салман Рушді, Дон Делілло, Пітер Селлерс, Стівен Сондгейм, Бак Генрі та Майкл Ондатже.
Щороку вибирається художник для створення плакатного мистецтва для фестивалю. Серед тих, хто прийняв комісію, входять Чак Джонс, Девід Салл, Даг та Майк Старн, Дотті Атті, Джим Дін, Едвард Руша, Франческо Клементе, Дейв Маккін та Гері Ларсон.
Салман Рушді, який був запрошеним гостьовим директором у 2001 році, написав, що"It is extraordinarily exciting, in this age of the triumph of capitalism, to discover an event dedicated not to commerce but to love". Кеннет Туран, кінокритик" Лос-Анджелес Таймс ", написав у 2002 році, що «the hothouse filmocentric universe Telluride creates over a Labor Day weekend has always been more a religion than anything as ordinary as a festival, complete with messianic believers and agnostic scoffers.» Джеффрі Руфф, історик кіно в Дартмутському коледжі, відмітив у 2015 році, що «Early buzz at Telluride opens the fall season of North American award speculation that climaxes with the Oscars.»

## Архів
В кіноархіві Академії зберігається колекція кінофестивалю «Теллурайд», що складається з розмов з знаковими режисерами, трибунами, симпозіумом та семінарами, що датуються 1978 р.